# جيمس بلاك (عالم)
السير جيمس وايت بلاك (بالإنجليزية: Sir James Whyte Black)‏ ـ (14 يونيو 1924 ـ 22 مارس 2010) هو طبيب وعالم أدوية اسكتلندي، تقاسم جائزة نوبل في الطب سنة 1988 مع الأمريكيين جرترود إليون وجورج هتشنغز، وذلك لأبحاثه التي أدت إلى اكتشاف عقاري البروبرانولول والسيمتيدين. تنقل بلاك في المناصب الأكاديمية والبحثية في عدة جامعات، وأسس قسم علم وظائف الأعضاء بجامعة غلاسكو، حيث درس تأثير الأدرينالين على القلب البشري. ثم عمل في شركة إمبريال كيميكال إندستريز (بالإنجليزية: Imperial Chemical Industries)‏ الدوائية سنة 1958، وهناك طور البروبرانولول، وهو من حاصرات بيتا التي تستخدم في علاج أمراض القلب. كما يعزى إلى بلاك أيضاً تطوير عقار السايميتيدين، الذي يستخدم في علاج القرح الهضمية.

## نشأته وتعليمه
ولد بلاك في 14 يونيو 1924 بقرية أودينغستن بمقاطعة لانارك الأسكتلندية، وكان الرابع في الترتيب بين خمسة أبناء لأسرة معمدانية المذهب ترجع أصولها إلى قرية بولكهيدر (بالإنجليزية: Balquhidder)‏ التابعة لمقاطعة برث
، وكان والده مهندس تعدين.
نشأ بلاك في مقاطعة فايف، ودرس بمدرسة بيث الثانوية في كاودنبيث، ثم حصل في الخامسة عشرة من عمره على منحة لدراسة الطب بجامعة سانت أندروز.
عمل بلاك بقسم علم وظائف الأعضاء بجامعة سانت أندروز، ثم عمل محاضراً بجامعة الملايا بسنغافورة لمدة ثلاث سنوات، حتى يتمكن من سداد الديون التي تراكمت عليه عقب تخرجه في الجامعة سنة 1947، وبعدها انتقل بلاك للعمل بلندن سنة 1950. ولدى عودته إلى اسكتلندا سنة 1950، عمل بمدرسة الطب البيطري بجامعة غلاسكو، حيث أسس قسم علم وظائف الأعضاء وبدأ اهتمامه بدراسة تأثيرات الأدرينالين على القلب البشري، وخاصة في حالات الذبحة الصدرية، ثم انتقل للعمل في في شركة إمبريال كيميكال إندستريز سنة 1958، وظل فيها حتى سنة 1964، وهناك اكتشف عقار البروبرانولول، الذي سرعان ما تربع على رأس قائمة أفضل الأدوية مبيعاً في العالم آنذاك. وأثناء ذلك، طور بلاك طريقة بحثية يتم بها تخليق جزيء ما بغرض استخدامه لغرض معين، بدلاً من الطريقة المتبعة آنذاك في تخليق الجزيء ثم البحث في فوائده الطبية المحتملة. وقد اعتبر البروبرانولول أعظم ثورة في علاج أمراض القلب منذ اكتشاف عقار الديجيتاليس.

## التكريم والجوائز
حصل بلاك على لقب فارس في 10 فبراير 1981 تقديرًا لخدماته في البحث الطبي، وتسلم التكريم من الملكة في قصر بكنغهام. وفي 26 مايو 2000 منحته الملكة إليزابيث الثانية وسام الاستحقاق، الذي لا ينبغي أن يحمله من الأحياء في وقت واحد إلا 24 شخصًا فقط.
في عام 1976 انتخب بلاك زميلًا للجمعية الملكية، وفي العام ذاته حصل على جائزة لاسكر. وفي عام 1979 نال جائزة أرتوا-باييه للصحة، ثم حصل سنة 1982 على جائزة وولف في الطب، ثم توج ذلك بحصوله على جائزة نوبل في الطب سنة 1988 مع جرترود إليون وجورج هتشنغز لأبحاثهم في تطوير الدواء. وفي سنة 1994 نال بلاك وسام إليسون-كليف من الجمعية الملكية للطب، ثم نال الوسام الملكي سنة 2004 تقديرًا لأبحاثه الرائدة في مجال اكتشاف الدواء.

## روابط خارجية
- جيمس بلاك على موقع الموسوعة البريطانية (الإنجليزية)
- جيمس بلاك على موقع مونزينجر (الألمانية)
- جيمس بلاك على موقع إن إن دي بي (الإنجليزية)